# بيير نورد
بيير نورد (بالفرنسية: Pierre Nord)‏ (15 أبريل 1900 - 10 ديسمبر 1985 في مونت كارلو) كاتب، وضابط استخبارات، وصحفي، وروائي، وكاتب مقالات، وكاتب سيناريو، وعسكري، وعضو في المقاومة الفرنسية من فرنسا.

## الجوائز
- وسام جوقة الشرف من رتبة قائد
- صليب الحرب 1939-1945 (فرنسا)
- Croix de guerre des théâtres d'opérations extérieures [الإنجليزية]‏
- ميدالية المقاومة  [لغات أخرى]‏
- Croix de guerre (Belgium) [الإنجليزية]‏

## روابط خارجية
- بيير نورد على موقع IMDb (الإنجليزية)
- بيير نورد على موقع ألو سيني (الفرنسية)
- بيير نورد على موقع أول موفي (الإنجليزية)
- بيير نورد على موقع قاعدة بيانات الأفلام السويدية (السويدية)
- بيير نورد على موقع قاعدة بيانات الفيلم (الإنجليزية)
- بيير نورد على موقع كينوبويسك (الروسية)